# Psammisia darienensis
Psammisia darienensis är en ljungväxtart som beskrevs av J.L. Luteyn och R.L. Wilbur. Psammisia darienensis ingår i släktet Psammisia och familjen ljungväxter. Inga underarter finns listade i Catalogue of Life.